# Movimiento Cristiano Liberación
El Movimiento Cristiano de Liberación  o MCL, es una organización política cubana opuesta al gobierno comunista. El Movimiento fue creado en 1988 por activistas católicos, entre ellos Oswaldo Payá, quien estuvo a cargo del mismo hasta su muerte en 2012. Luego lo sucedió Eduardo Cardet.
El Movimiento Cristiano de Liberación es miembro de la Internacional Demócrata de Centro, la organización internacional que promueve la democracia cristiana.

## Orígenes
Cercano a la Iglesia católica cubana, el Movimiento ofrece un mensaje demócrata cristiano. MCL hace campaña por un cambio pacífico y democrático en Cuba y el respeto a la dignidad humana. Estos desarrollos políticos deben obtenerse de las autoridades cubanas por medios legales.
El Movimiento Cristiano de Liberación está en el origen de varios estudios para promover la democracia en Cuba: “Un cubano, un voto”, “¡Plebiscito ya! ", Proyecto Varela ," Ley Reunión Nacional "(Proyecto Heredia)," El Camino del Pueblo "," Programa Todo Cubano "," Hoja de Ruta para el Cambio "," Proyecto Ley de Amnistía "," Diálogo Nacional "," Declaración de la libertad de los cubanos ”. El Proyecto Varela, en 2002, es la iniciativa más conocida de MCL. Luego de haber recolectado el número necesario de firmas, de acuerdo con la constitución cubana de 1976, se solicita un referéndum con el fin de presentar al pueblo cubano cinco propuestas, que permitan la organización de elecciones libres, políticas de amnistía para los presos y el respeto a las libertades de asociación y expresión. Las autoridades cubanas se niegan a organizar esta consulta.
En las elecciones de 2018, el MCL estimó sus posibles representantes electos en 70 diputados si se hubiera respetado el principio de “Un cubano, un voto”.
- Proyecto Varela
- democracia cristiana

## Represiones
El Partido Comunista de Cuba es el único autorizado en Cuba por lo que el Movimiento Cristiano de Liberación está prohibido. Érika Guevara Rosas de Amnistía Internacional declara en marzo de 2017 que las autoridades cubanas "hostigan e intentan intimidar a los miembros del Movimiento". Así, tras el Proyecto Varela inicio la Primavera Negra de Cuba de 2003, una represión política contra los disidentes, 17 de los 75 detenidos, son miembros del MCL.
El 22 de julio de 2012, en circunstancias que no han sido aclaradas, murieron Oswaldo Payá y Harold Cepero mientras viajaban hacia Santiago de Cuba. Para que se haga justicia y cese la impunidad del régimen, el MCL reclama una investigación independiente que aclare los hechos. En junio de 2023, la Comisión Interamericana de Derechos Humanos (CIDH) determinó que la dictadura cubana es responsable de la muerte de los opositores Oswaldo Payá y Harold Cepero, acontecidas en julio de 2012 mientras se desplazaban en un coche.
En marzo de 2017, Eduardo Cardet, coordinador nacional del Movimiento Cristiano Liberación, es condenado a tres años de prisión por criticar a Fidel Castro, pocos días después de la muerte de este último en noviembre de 2016. A  pesar de la adversidad, el MCL persiste en un proceso de cambio pacífico y democrático a través del marco legal existente, y mantiene su compromiso  con una solución determinada por el pueblo Cubano.